# Psimada albodentata
Psimada albodentata är en fjärilsart som beskrevs av Swinhoe 1895. Psimada albodentata ingår i släktet Psimada och familjen nattflyn. Inga underarter finns listade.